# Świerklany Górne
Świerklany Gorne [ɕfjɛrˈklanɨ ˈɡurnɛ][ɕfjɛrˈklanɨ ˈɡurnɛ] (în germană Ober Schwirklan) este un sat în districtul administrativ Gmina Świerklany, powiatul Rybnik, voievodatul Silezia, din sudul Poloniei. El se află la aproximativ 4 kilometri sud-est de Jankowice Rybnickie, la 8 kilometri sud de Rybnik și la 40 de kilometri sud-vest de capitala regională Katowice.
Satul are o populație de 3.900 de locuitori.
Satul a fost menționat pentru prima dată într-un document latin al Diecezei de Wrocław numit Liber fundationis episcopatus Vratislaviensis din jurul anului 1305 ca item in Swrklant debent esse XXIII) mansi.